# Borís Paichadze
Borís Paichadze (en georgiano, ბორის პაიჭაძე) (Chojatauri, 3 de febrero de 1915 - Tiflis, 9 de octubre de 1990) fue un futbolista georgiano que jugaba de delantero. Desde 1936 hasta 1951, formó parte del Dinamo Tiflis, el equipo representativo de Georgia en la Primera División de la Unión Soviética, y es considerado una de las figuras más importantes en la historia del deporte georgiano.

## Biografía
Borís Paichadze nació en Chojatauri, Gobernación de Kutaisi. Cuando era pequeño, su familia se trasladó a Poti para trabajar en el puerto, donde descubrió el fútbol a través de los marineros británicos que atracaban en la zona. Tras despuntar a nivel universitario, el Dinamo Tiflis le reclutó en 1936 para participar en la recién creada Primera División de la Unión Soviética. En la temporada de debut, el club georgiano estuvo al principio encuadrado en el «grupo B» de primavera, una especie de segunda categoría, pero se proclamó campeón y logró ascender a la máxima división en el otoño del mismo año.
Paichadze destacó por ser un delantero ágil, de potente disparo, y con el paso del tiempo se convirtió en el capitán del plantel. En la edición de 1937 fue el máximo goleador con ocho tantos en dieciséis partidos, y mantuvo registros similares en las siguientes temporadas. Nunca ganó un título con el Dinamo, pero se quedó cerca con dos segundos puestos en liga (1939 y 1940) y tres subcampeonatos de Copa (1936, 1937 y 1946). En las trece temporadas que permaneció allí, marcó 105 goles en 190 partidos oficiales.
En 1951, se vio obligado a retirarse del fútbol, con 36 años, después de sufrir una grave lesión de rodilla. Luego de un año de descanso, asumió como entrenador del Dinamo Tiflis entre 1953 y 1954. Posteriormente ocupó cargos públicos como la dirección del Comité de Deportes de Tiflis y la supervisión de las obras del Estadio Dinamo, inaugurado en 1976.
Falleció el 9 de octubre de 1990, a los 75 años. Tras la independencia del país, las autoridades georgianas renombraron el Estadio Dinamo por «Estadio Borís Paichadze» a modo de homenaje.

## Distinciones individuales
| Distinción                                         | Goles   |
| -------------------------------------------------- | ------- |
| Máximo goleador de Primera División 1937           | 8 goles |
| Máximo goleador de Copa de la Unión Soviética 1938 | 8 goles |
| Máximo goleador de Copa de la Unión Soviética 1939 | 6 goles |

## Estadísticas
| Partidos | Goles | Asistencias |
| -------- | ----- | ----------- |
| 278      | 183   | 5           |